# Polizia armata del popolo
La polizia armata del popolo, dal 2008 ufficialmente forza di polizia armata del popolo cinese (中国人民武装警察部队S, Zhōngguó rénmín wǔzhuāng jǐngchá bùduìP, in lingua inglese China People's Armed Police Force, spesso abbreviata in CAPF o PAP) è una delle forze di polizia della Repubblica Popolare Cinese.
È una struttura a ordinamento militare, dipendente dal Consiglio di Stato e dalla Commissione militare centrale, è in pratica una gendarmeria che svolge funzioni di polizia politica, giudiziaria, amministrativa e di frontiera, gestisce l'ordine pubblico e la pubblica sicurezza.

## Gradi
Ufficiali
| Polizia Armata del Popolo |               |               | General               | General               | Lieutenant general    | Lieutenant general    | Major general              | Major general              | Colonel commandant | Colonel commandant | Colonel                 | Colonel                 | Lieutenant colonel | Lieutenant colonel | Major         | Major         | Captain      | Captain      | First lieutenant | First lieutenant  | First lieutenant  | Second lieutenant | Second lieutenant      | Second lieutenant      | Officer cadet          | Officer cadet          | Officer cadet          | Officer cadet          | Officer cadet          | Officer cadet          | Officer cadet          | Officer cadet          | Officer cadet          | Officer cadet          | Officer cadet | Officer cadet |
| Polizia Armata del Popolo | Generale 上将 | Generale 上将 | Tenente generale 中将 | Tenente generale 中将 | Maggior generale 少将 | Maggior generale 少将 | Colonnello comandante 大校 | Colonnello comandante 大校 | Colonnello 上校    | Colonnello 上校    | Tenente colonnello 中校 | Tenente colonnello 中校 | Maggiore 少校      | Maggiore 少校      | Capitano 上尉 | Capitano 上尉 | Tenente 中尉 | Tenente 中尉 | Tenente 中尉     | Sottotenente 少尉 | Sottotenente 少尉 | Sottotenente 少尉 | Allievo ufficiale 学员 | Allievo ufficiale 学员 | Allievo ufficiale 学员 | Allievo ufficiale 学员 | Allievo ufficiale 学员 | Allievo ufficiale 学员 | Allievo ufficiale 学员 | Allievo ufficiale 学员 | Allievo ufficiale 学员 | Allievo ufficiale 学员 | Allievo ufficiale 学员 | Allievo ufficiale 学员 |               |               |

Sottufficiali
| Polizia Armata del Popolo               |                                         |                                         |                                         |                                         |                                         |                                         |                                         |                                         |                                         |                                         |                                         |                                         |                                         |                                         |                                         |                            |                            |                            |                            |                            |                            |                 |                 |                 |                 |                 |                 |                         |                         |                         |                         |                         |                         |                |                |
| Sergente capo di 1ª classe (一级军士长) | Sergente capo di 1ª classe (一级军士长) | Sergente capo di 1ª classe (一级军士长) | Sergente capo di 1ª classe (一级军士长) | Sergente capo di 1ª classe (一级军士长) | Sergente capo di 1ª classe (一级军士长) | Sergente capo di 2ª classe (二级军士长) | Sergente capo di 2ª classe (二级军士长) | Sergente capo di 3ª classe (三级军士长) | Sergente capo di 3ª classe (三级军士长) | Sergente capo di 4ª classe (四级军士长) | Sergente capo di 4ª classe (四级军士长) | Sergente capo di 4ª classe (四级军士长) | Sergente capo di 4ª classe (四级军士长) | Sergente capo di 4ª classe (四级军士长) | Sergente capo di 4ª classe (四级军士长) | Sergente di squadra (上士) | Sergente di squadra (上士) | Sergente di squadra (上士) | Sergente di squadra (上士) | Sergente di squadra (上士) | Sergente di squadra (上士) | Sergente (中士) | Sergente (中士) | Sergente (中士) | Sergente (中士) | Caporale (下士) | Caporale (下士) | Soldato scelto (上等兵) | Soldato scelto (上等兵) | Soldato scelto (上等兵) | Soldato scelto (上等兵) | Soldato scelto (上等兵) | Soldato scelto (上等兵) | Soldato (列兵) | Soldato (列兵) |